# Lengede
Lengede è un comune di 13.006 abitanti della Bassa Sassonia, in Germania.
Appartiene al circondario (Landkreis) di Peine (targa PE).

## Geografia fisica
Si trova 18 km a sud-ovest di Braunschweig e quasi 44 km a sud-est di Hannover. È attraversata dal fiume Fuhse, affluente di sinistra del fiume Aller.

## Storia
Il villaggio di Broistedt, che oggi appartiene al comune, era possesso della famiglia patrizia dei Braunschweiger, che vi tennero dal 1330 una corte feudale, fino al 1838.
Il 24 ottobre del 1963 avvenne qui l'incidente minerario di Lengede 129 minatori rimasero nel pozzo di una miniera: 86 furono salvati il giorno stesso, altri 3 dopo tre giorni, 11 dopo altri quattro giorni. L'episodio fu rappresentato in due film dal titolo Das Wunder von Lengede ("Il miracolo di Lengede"): il primo, del 1969, del regista Rudolf Jugert, e il secondo, del 2003, del regista Kaspar Heidelbach. Nel 2003 inoltre la WDR produsse il documentario Das Drama von Lengede. Protokol einer Katastrophe, diretto da Frank Bürgin.
Il comune era inizialmente costituito dal solo villaggio di Lengede, a cui furono aggiunti nel 1972 i villaggi di Barbecue, Broistedt, Klein Lafferde e Woltwiesche, appartenenti al circondario di Wolfenbüttel. I cinque villaggi rappresentano oggi le suddivisioni amministrative del comune.

## Infrastrutture e trasporti
Il comune è raggiungibile dall'autostrada Bundesautobahn 39 (uscita di Salzgitter-Lebenstedt Nord) e dalla linea ferroviaria Hildesheim-Brunswick (stazioni di Lengede-Broistedt e di Lengede-Woltwiesche).